# Conrad Hedberg
Conrad Magnus Hedberg, född 24 mars 1898 i Själevad, Västernorrlands län, död 10 oktober 1964 i Stockholm, var en svensk målare och tecknare. 
Han var son till disponenten Gustaf Konrad Sebastian Hedberg och Axeline Teresia Huss och från 1924 gift med Margaretha Grandin. Hedberg studerade vid Tekniska elementarskolan i Härnösand 1918–1920 och vid Konstskolan Karlaplan 1922–1923 samt vid Konsthögskolan 1923–1924 och under ett stort antal studieresor i Europa. Separat ställde han ut på Gummesons konsthall 1936 och han medverkade i ett flertal samlingsutställningar bland annat i jubileumsutställningen i Härnösand 1935, Svenska konstnärernas förenings utställning i Sundsvall och på Konstakademien samt på Konstnärshuset i Stockholm. Han började först att måla djur i Liljefors anda men övergick till landskapsmålningar från den norrländska kusten och fjällandskap. Han var under några år medarbetare i Dagens Nyheter med texter och illustrationer. Makarna Hedberg är begravda på Norra begravningsplatsen utanför Stockholm.